# Stenduva
Stenduva (Columba rupestris) är en bergslevande asiatisk fågel i familjen duvor inom ordningen duvfåglar. Den förekommer i bergstrakter i Asien. Arten minskar i antal, men beståndet anses ändå vara livskraftigt.

## Utseende
Stenduvan är närbesläktad och mycket lik klippduvan men lever vanligtvis på högre höjd. Den särskiljs från klippduvan på det breda vita bandet på den i övrigt svarta stjärten. Den har också ljus rygg som kontrasterar mot den grå manteln och övergumpen, och den är oftast generellt något ljusare än klippduvan.

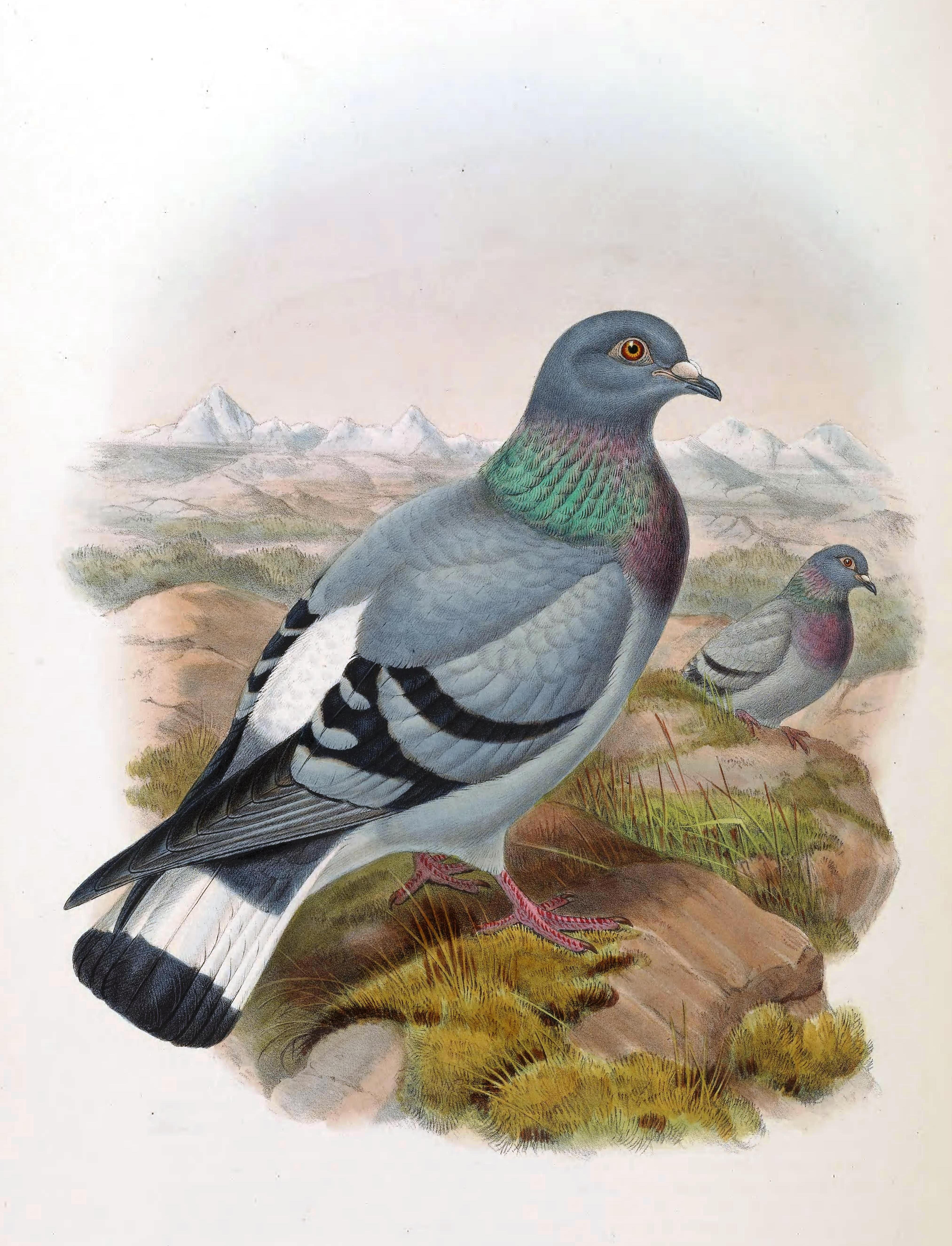

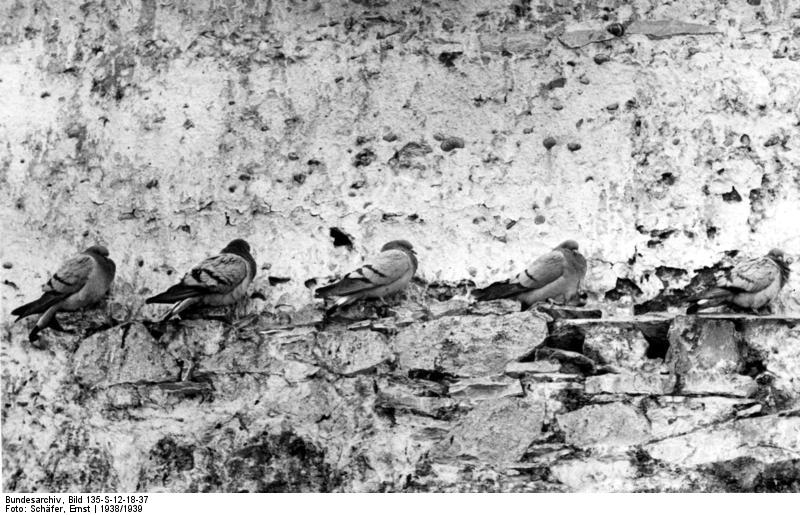
Notera det breda vita stjärtbandet på duvan i mitten.

## Läte
Lätet anses vara likt klippduvans, men ett snabbt upprepat och gurglande "gut-gut-gut-gut” är både ljusare och mer abrupt avslutat, med en snabb serie korta och djupa toner som används som spelläte.

## Utbredning och systematik
Stenduva förekommer i bergstrakter i Asien och delas in i två underarter med följande utbredning:
- Columba rupestris turkestanica – förekommer från bergskedjan Altai till Turkestan, Tibet och norra Himalaya
- Columba rupestris rupestris – förekommer från västra Mongoliet till östra Tibet, södra Kina och Korea

## Ekologi
Stenduvan lever i oländig terräng på 1 500 till 6 100 meters höjd, framförallt från 2 000 meter och högre. Den är huvudsakligen en stannfågel men populationer som häckar på mycket hög höjd flyttar till lägre nivåer på vintern. Den lever i flock året runt, ibland tillsammans med klippduvor, är orädd för människor och födosöker ofta i odlingar.

## Status och hot
Arten har ett stort utbredningsområde och en stor population, men tros minska i antal i konkurrens med klippduva, dock inte tillräckligt kraftigt för att den ska betraktas som hotad. Internationella naturvårdsunionen IUCN kategoriserar därför arten som livskraftig (LC). Världspopulationen har inte uppskattats, men den beskrivs lokalt ofta ganska vanlig.

## Namn
Fågeln har på svenska även kallats östlig klippduva.